# S/2003 J 16
S/2003 J 16 er en af planeten Jupiters måner: Den blev opdaget 6. februar 2003 af Brett J. Gladman, John J Kavelaars, Jean-Marc Petit, Lynne Allen, Scott S. Sheppard, David C. Jewitt og Jan Kleyna. Den har endnu ikke officielt fået tildelt et navn af den Internationale Astronomiske Union, men de har allerede vedtaget en regel om at alle Jupitermåner der som S/2003 J 16 har retrograd omløb om Jupiter får navne der ender på bogstavet e.
S/2003 J 16 hører til den såkaldte Ananke-gruppe; 16 måner med omtrent samme omløbsbane som månen Ananke.
| Naturvidenskab | Spire Denne naturvidenskabsartikel er en spire som bør udbygges. Du er velkommen til at hjælpe Wikipedia ved at udvide den. |